# حسن نوران
حسن‌ نوران هي قرية في مقاطعة أشنوية، إيران. يقدر عدد سكانها بـ 593 نسمة بحسب إحصاء 2016.